# The King's Woman
The King's Woman (chino: 秦时丽人明月心, español: La Mujer del Rey), es una serie de televisión china transmitida del 14 de agosto del 2017 hasta el 4 de octubre del 2017 por medio de la cadena Zhejiang TV. La serie estuvo basada en la novela "The Legend of Qin: Li Ji Story" de Wen Shiren.

## Sinopsis
Gongsun Li, es la nieta y discípulo del comandante militar Gongsun Yu, cuando era joven, conoció y rescató a Ying Zheng, quien se enamoró de ella a primera vista. Cuando fueron atacados los soldados del reino de Qin, Jing Ke el amigo de la infancia de Li, fue envenenado mientras la protegía.  Con el fin de obtener el antídoto para Jing Ke, Li acepta casarse el gobernador de Quin, Yin Zheng. Poco después se descubre que Li está embarazada del hijo de Jing Ke, por lo que Ying Zheng decide ocultar la verdad del público y cuida al niño como suyo, ocasionando que Li se sienta profundamente conmovida por sus acciones. 
Al mismo tiempo, Han Shen entra al palacio para salvar a Li, sin embargo después de conocer la verdad decide quedarse en el palacio como un guardia imperial. 
Poco a poco Gongsun Li, comienza a enamorarse de Ying Zheng cuando descubre el lado amable y menos conocido del rey. Haciendo frente al harén y a los planes de las concubinas, pronto Li usa su ingenio, inteligencia y bondad para ganarse el amor y respeto de todos, finalmente surgiendo como la ganadora final.

## Reparto

### Personajes principales[4]
| Actor                                 | Personaje                       | N.º de episodios | Duración |
| ------------------------------------- | ------------------------------- | ---------------- | -------- |
| Dilraba Dilmurat Huang Yang Tian Tian | Gongsun Li / Lady Li Ji / Li'er | 48               | 2017     |
| Vin Zhang                             | Rey Ying Zheng                  | 48               | 2017     |
| Li Tai                                | Han Shen                        | 46               | 2017     |
| Zhang Zixuan                          | Gai Lan                         | 39               | 2017     |
| Liu Chang                             | Jing Ke                         | 39               | 2017     |

### Personajes secundarios
| Actor          | Personaje                             | N.º de episodios | Duración |
| -------------- | ------------------------------------- | ---------------- | -------- |
| Yang Tong      | Lt. Li Zhong                          | 47               | 2017     |
| Su Youchen     | Zhao Chengjiao, Marqués de Chang'an   | 4                | 2017     |
| Li Qiang       | Lü Buwei                              | 4                | 2017     |
| Zhang Gu       | Zhao Gao                              | 4                | 2017     |
| Zhao Tingliang | Li Si                                 | 3                | 2017     |
| Yan Xueqiu     | Gran Reina Dowager Huayang            | 3                | 2017     |
| Lu Yingna      | Qing'er, (acompañante de Lady Li)     | 2                | 2017     |
| -              | Xiao Lu, (acompañante de Lady Min)    | 2                | 2017     |
| -              | Wu Shangyi, (acompañante de Lady Chu) | 2                | 2017     |
| Sean Pai       | Príncipe Heredero Dan                 | 1                | 2017     |
| Sun Kan        | Príncipe Heredero Zhao Jia            | 1                | 2017     |
| Zhou Xiaopeng  | Sima Kong                             | -                | 2017     |
| Yuan He        | Yao Gu                                | -                | 2017     |
| Cheng Dachun   | Ji Fengjian                           | -                | 2017     |
| Zhu He         | Mang Bianlin                          | -                | 2017     |
| Li Junying     | Kuang Huoquan                         | -                | 2017     |
| Yuan Zhiwei    | Rui Lishan                            | -                | 2017     |
| Huang Qian     | Meng Wu                               | 1                | 2017     |
| Yao Kan        | Tian Guang                            | -                | 2017     |
| Jiang Yi       | Gao Jianli                            | -                | 2017     |
| Wang Tonghui   | Gai Nie                               | -                | 2017     |
| Lin Jiandong   | Dou Yi                                | -                | 2017     |
| Jin Youming    | Xiahou Ying                           | 1                | 2017     |
| -              | Tian Ming (hijo de Li'er)             | 1                | 2017     |
| -              | Xiao Ying (hijo de Zhao Chengjiao)    | 1                | 2017     |
| -              | Zhang An                              | 1                | 2017     |

### Antiguos personajes secundarios
| Actor       | Personaje                   | N.º de episodios | Duración | Estado | Notas |
| ----------- | --------------------------- | ---------------- | -------- | ------ | --- |
| Wang Ting   | Lady Chu Ruo'er             | 2                | 2017     | Muerta | se ahorcó |
| Chen Yisha  | Reina Dowager Zhao          | 3                | 2017     | Muerta | - |
| Qiu Yinong  | Lady Min Dai                | 2                | 2017     | Muerta | se quitó la vida luego de ser descubierta como una espía                                                                              |
| Li Xiapei   | Lady Han Zhangshi           | 2                | 2017     | Muerta | asesinada bajo las órdenes de Lady Min Dai                                                                                            |
| -           | Lord Han Fei                | -                | 2017     | Muerto | murió por los engaños de Lady Min Dai                                                                                                 |
| Meng Yuli   | Lady Jing Liangren          | 4                | 2017     | Muerta | se suicidó luego de sufrir un aborto por culpa de Lady Chu                                                                            |
| Liu Haochen | Lao Ai, Marqués de Changxin | 2                | 2017     | Muerto | amante de la Reina Dowager Zhao, murió luego de que se descubrieran sus engaños y sus intenciones de revelarse en contra el rey Zheng |
| Yang Zhe    | Gongsun Yu                  | 2                | 2017     | Muerto | abuelo de Gongsun Li. Murió mientras defendía una ciudad de los soldados de Lao Ai                                                    |

## Episodios
La serie estuvo conformada por 48 episodios, los cuales fueron emitidos cada lunes a miércoles por medio de "Zhejiang TV".

## Música
El Soundtrack de la serie estuvo conformada por 4 canciones.
La canción de cierre de la serie fue "Still Life and Death Do Us Apart" interpretada por Cui Zige y Roger Yang.
| N.º | Artista (as)          | Canción                                       |
| --- | --------------------- | --------------------------------------------- |
| 1   | Cui Zige y Roger Yang | "Still Life and Death Do Us Apart" (生死相随) |
| 2   | Chang Sisi            | "Fated" (注定)                                |
| 3   | Cui Zige              | "Hundred Flowers Wilted" (百花残)             |
| 4   | Cui Zige              | "Love Hasn't Ended" (情未央)                  |

## Producción
La serie contó con el director Liu Xin, así como con los escritores Chen Huiru y Zhu Xianzhong.
La serie fue protagonizada por los actores Dilraba Dilmurat y Vin Zhang.
Las filmaciones fueron realizadas en el set de "Hengdian Studios" en el 2017.
También contó con el apoyo de las compañías de producción "Beijing HualuBaina Film & TV", "Zhong He Media" y "Beijing Hua'er Tai He"

### Popularidad
El drama recaudó más de 1,500 millones de espectadores a través del sitio web Youku, obteniendo el primer lugar en las clasificaciones de televisión, también se convirtió en uno de los temas más buscados y debatido en línea durante su emisión. Obtuvo más de 1,200 millones de lectores en Sina Weibo y comparte más de 5 millones.

### Emisión en otros países
Internacionalmente el drama ha sido bien recibido.
| País      | Cadena (as)                             | Emisión / Horario | Fecha de Inicio                                 | Fecha de Finalización    |
| --------- | --------------------------------------- | --- | ----------------------------------------------- | ------------------------ |
| Hong Kong | myTV SUPER TVB Chinese Drama (華語劇台) | (Lunes a viernes a las 11:45-12:45, 15:15-16:15, 18:00-18:45, 19:30-20:30 y 22:30-23:30) (Lunes a viernes a las 22:30 - 23:30) | 3 de octubre de 2017                            | 7 de diciembre de 2017 - |
| Malasia   | 8TV                                     | (Lunes a miércoles de 22:00 - 23:30)                                                                                           | 5 de enero de 2018                              | 2018                     |
| Singapur  | StarHub (Hub VV Drama channel)          | (Sábados y domingos a las 19:15 - 21:00)                                                                                       | 26 de noviembre de 2017                         | 17 de febrero de 2018    |
| Tailandia | Channel 9 MCOT HD                       | (Sábados y domingos a las 14:05 - 15:50)                                                                                       | 24 de marzo de 2018                             | 2018                     |
| Taiwán    | 緯來戲劇台 LTV (龍華數位媒體科技)       | (Lunes a viernes a las 22:00 - 23:00) (Lunes a viernes a las 19:00 - 20:00)                                                    | 22 de diciembre de 2017 25 de diciembre de 2017 | -                        |